# Faglia Liquiñe-Ofqui

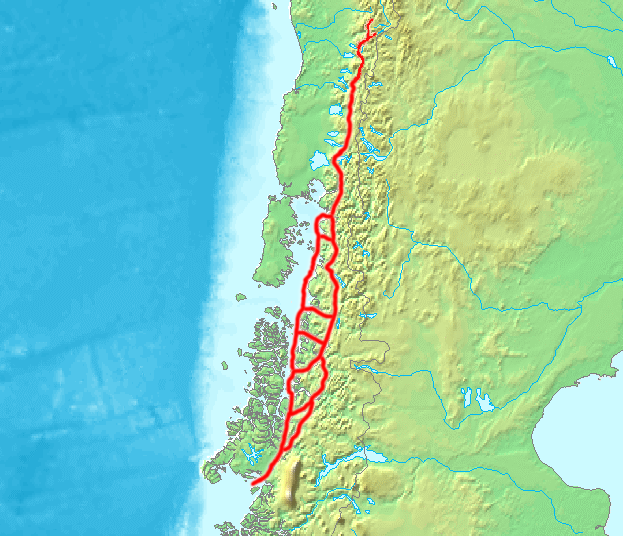
La faglia di Liquiñe-Ofqui

La Faglia Liquiñe-Ofqui è un'importante faglia, lunga circa mille chilometri ed estesa in direzione nord sud, posta all'estremo sud del Cile, nella regione nord delle Ande patagoniche e attualmente interessata da un'attività sismica. Si tratta di una faglia trasforme di arco vulcanico a chiralità destra.

## Caratteristiche
L'etimologia deriva dalle due località poste nella zona iniziale e finale della stessa, le terme di Liquiñe a nord e l'istmo di Ofqui a sud, dove la placca antartica incontra la placca di Nazca e la placca sudamericana nel punto di giunzione tripla del Cile. 
Il nome fu coniato da Francisco Hervé, I. Fuenzalida, E. Araya and A. Solano in 1979. L'esistenza della faglia era stata suggerita dall'agente governativo cileno Hans Steffen attorno al 1900, che l'aveva descritta come un surco tectónico, cioè un solco tettonico.
L'attività sismologica ha avuto negli ultimi tempi due manifestazioni importanti, nel 2007 il terremoto di Aisén e nel maggio del 2008 il risveglio del vulcano Chaitén, dopo circa diecimila anni di inattività.